# أدب إيطالي
الأدب الإيطالي هو الأدب المكتوب باللغة الإيطالية وخصوصاً داخل إيطاليا. يمكن أن يشير أيضاً إلى الأدب المكتوب من قبل الإيطاليين في إيطاليا أو باللغات الأخرى المستخدمة في إيطاليا، وهي غالباً لغات ترتبط ارتباطاً وثيقاً بالإيطالية الحديثة.
يشمل الأدب الإيطالي روائع عديدة كُتبت منذ بدايات القرن 13 الميلادي. كما أنه عزّْز حركات ثقافية مهمة كان لها أثر دائم على آداب قومية أخرى. ولم تصبح اللغة الإيطالية لغة قومية عامة إلاّ بعد عام 1870م. ومع ذلك فإن إحدى خصائص الأدب الإيطالي أن له لغة موحدة خلال تاريخه الطويل. وقد حدث هذا التوحيد لأن ثلاثة كُتّاب إيطاليين كبارٍ في القرن 14 الميلادي هم دانتي اليجيري وبترارك وجيوفاني بوكاتشيو كتبوا بلغة مبنيّة على اللهجة التسكانية التي كان يتحدث بها أهل فلورنسا. ولقد قُلِّدت لغتهم وأعمالهم لبضعة قرون في الوقت الذي درج فيه الإيطاليون على استعمال لهجات منطوقة عديدة.

## العصور الوسطى
يعتقد بعض العلماء أن الأدب الإيطالي نشأ عام 1225م عندما كتب القديس فرانسيس الأسيسي أنشودة الشمس. وكانت هذه القصيدة أول كتابة أدبية في اللغة الدارجة بدلاً من اللاتينية، وكانت تعبّر عن المشاعر الدينية للجماهير، لهذا تُعدُ أول صوت إيطالي في الأدب.
وفي صقلية تردَّد صوت إيطالي آخر. ففي بلاط الإمبراطور فريدريك الثاني في باليرمو خلال النصف الأول من القرن 13 الميلادي، تجمع الكثير من المفكرين والشعراء. وقد عُرف هؤلاء باسم المدرسة الصقليّة إذ كتبوا بلهجة صقلية مهذّبة. وقلَّدت قصائدهم قصائد العشق التي تَغَنَّى بها شعراء التروبادور الأوائل. وقد ابتكر هؤلاء الشعراء أشكالاً جديدة من الشعر مثل السوناتة وهي قصائد قصيرة جدًا.
تفرّقت المدرسة الصقلية بوفاة مانْفرِد بن فريدريك الثاني عام 1266م وانحطاط القوة السياسية في صقلية. إلا أن أعمالها أصبحت نموذجًا يحتذيه الشعراء الآخرون وخاصة في تسكانيا. وهناك لاقى جيتوني داريتزو الاستحسان لما كتب من شعر في الحب بلغته الواقعية والغامضة في آن واحد. وقد عارض ريادته الفنية الشاعر غيدو غوِينْيزلّي أوف بولونا. ويعد غوينيزلي مؤسس ماعرف بالإيطالية بالأسلوب السلس الجديد، وهي مدرسة أضافت بعدًا فلسفيًا لشعر العشق التقليدي. حيث اعتبر شعراء هذه المدرسة النساء مخلوقات ملائكية والحب مصدر الفضيلة. وأثَّر هذا الفهم الجديد للحب، الذي عُبِّر عنه بأسلوب عذب صاف، على بعض شعراء فلورنسا وبشكل خاص غيدوكفالكانتي والشاعر الشاب دانتي اليجيري. وقد ساعدت الكوميديا الإلهية (1321م) لدانتي وهي أحد أروع الإنجازات الشعرية، على تكوين اللغة الإيطالية الأدبية.

## النزعة الإنسانية وعصر النهضة

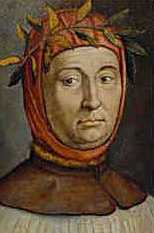
فرانشيسكو بتراركا

شجَّع بترارك على نشر أفكار ومواقف جديدة في الأدب الإيطالي في منتصف القرن 14 الميلادي، وساعد على تأسيس النزعة الإنسانية وهي حركة سعت إلى إحياء الثقافات الكلاسيكيّة وتأكيد أهمية الفرد. كتب بترارك معظم مؤلفاته باللاتينية. إِلا أنه في كانزونير (كتاب الأغاني)، وهو مجموعة من القصائد باللغة الإيطالية، تحدث عن حبه لامرأة تُسمى لورا بلغة جميلة أصبحت نموذجًا يُحتذى لعدّة قرون.
أما صديق بترارك الحميم جيوفاني بوكاتشيو فقد كتب هو الآخر بعض مؤلفاته باللاتينية، إلاّ أنه ألَّف رائعته الديكا ميرون (حوالي 1349-1353م) باللغة الإيطالية. وتُصوِّر هذه المجموعة المؤلفة من مائة قصة قصيرة شخصيات ومشاهد العصر بكثير من الواقعية والفكاهة.
استمرت سيطرة الأدب الإنساني المكتوب باللاتينية على الأدب الإيطالي حتى النصف الثاني من القرن 15 الميلادي. وتركَّز إحياء الأدب باللغات الدارجة في فلورنسا إذ ظهرت مجموعة رائعة من الكُتَّاب في بلاط الشاعر والسياسي لورنزو دي مديتشي.
ومن بين هؤلاء الكُتَّاب برز أنجيلو بوليزيانو الذي مزج التقاليد الكلاسيكية بالدارجة في مؤلفه مقاطع شعرية للمناظرة كما سَخِر لويجي بولتشي من القصائد البطولية في عصره في ملحمته السّاخرة الثانية مور جانت ماجيور (1478- 1483م).
حدث أيضًا نشاط أدبي مهم في أجزاء أخرى من إيطاليا. إذ نظم ماتيو ماريا بولاردو، الذي كان يعمل في بلاط فرارا الشمالي، قصيدة الفروسية غير التامة بعنوان أورلاندو العاشق (1487م). وفي نابولي كتب جاكوبو سانازارو مؤلفه أركاديا (1501- 1504م). ضم هذا المؤلَّف شعرًا رعويًّا ونثريًّا وأثَّر على مؤلفين أوروبيين عديدين. ومع أن النزعة الإنسانية استمرت حتى أوائل القرن 16 الميلادي، إلاّ أن أهمية الأدب المكتوب باللغة الدارجة ازدادت باطراد. واعْـتُبِر كتاب نيقولو مكيافيللي الأمير (كُتب عام 1513م طبع عام 1532م) أحد أشهر المؤلفات العالمية في العلوم السياسية. وهناك عمل مهم آخر لهذه الفترة هو أورلاندو فيوريوسو للكاتب لودوفيكو أريوستو (1516م)، (روجع عام 1521م وعام 1532م). ولربما كانت هذه القصيدة أعظم ما كُتِبَ من قصائد في الفروسية. وهي في حبكتها استمرار لأورلندو أناموراتو للشاعر بوياردو، إلاّ أنها مليئة بالسّخرية وعلى شكل حوار. يصف بالداساري كاستيليوني في مؤلفه كتاب رجل البلاط (1518م، نشر عام 1528م) المثل الأعلى لرجل البلاط المهذّب والجمال الروحي.

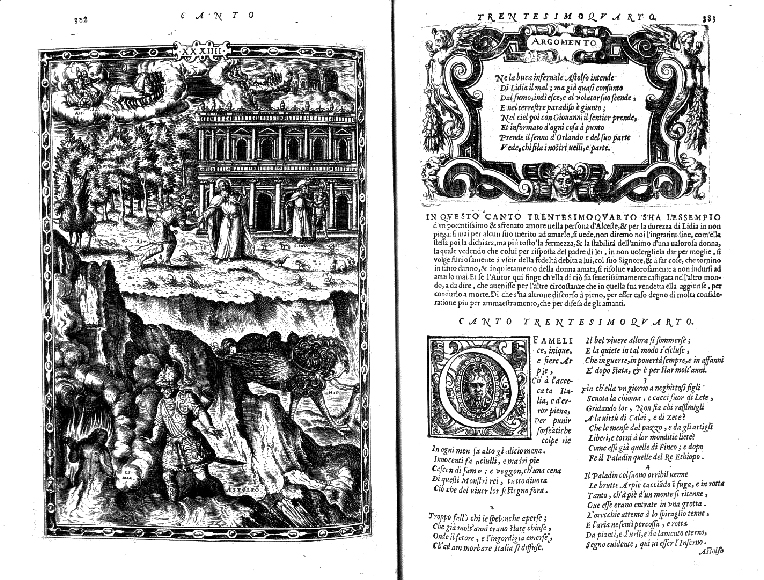
صفحة من النسخة 1565 أورلاندو فيوريوسو بواسطة فرانسيسكو فرانسيشي.

وخلال أوائل القرن 16 الميلادي بدأ الكُتَّاب الإيطاليون ينسجون لغتهم على منوال لغة بترارك وبوكاتشيو. وقد حدث هذا التطوُّر بشكل رئيسي بسبب المؤلفات الخلاّقة والنظرية لبيتر وبمبو. وأصبح شعر بترارك النموذج الذي احتذته قصائد عديدة في الحب الروحي.
وفي حوالي منتصف القرن 16 الميلادي أحدثت حركة تجديدية في الكنيسة الرومانية الكاثوليكية عُرفت باسم الإصلاح المضاد تغييرات في الفنون. فقد حلّ الاهتمام بالمظاهر الشكلية المبالغ فيها محل الانسجام الذي هو المثل الأعلى للنهضة، ونجم عن ذلك أسلوب عُرف باسم الأسلوب التكلفي وأدّى إحياء كتاب الشعر لأرسطوطاليس، الفيلسوف الإغريقي القديم، إلى فتح نقاش حول طبيعة الأدب. وهذا النقاش أمدّ النقد الأدبي الحديث بقاعدته وبفكرته القائلة إن الفن تقليد للواقع. وقد تطوّرت المسرحية الإيطالية أيضًا خلال القرن 16 وبشكل خاص ما عُرِفَ باسم الكوميديا ديل أرت وهي كوميديا مبنية على الارتجال.

## فترة الباروك وعصر العقل

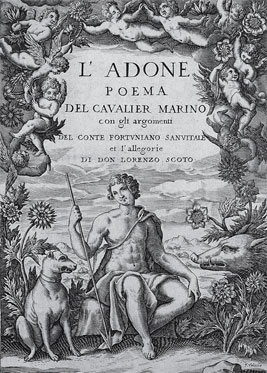
صفحة من قصيدة أدونيس

في حوالي القرن 17 الميلادي كانت الأوضاع الدينية والسياسية في إيطاليا عاملاً مساعدًا تسبب في انحطاط الأدب فيها، إذ حاولت إسبانيا وفرنسا السيطرة على إيطاليا. وظهرت الأزمة بوضوح في فترة الباروك في القرن 17 الميلادي، وهي الفترة التي خسرت فيها إيطاليا قيادتها الثقافية لأوروبا. ومع ذلك كُتِبتَ بعض الروائع الأدبية مثل قصيدة جامباتيستا مارينو الأسطورية الطويلة بعنوان أدونيس (1623م). ومن نتاج فترة الباروك أيضًا النثر الواضح والعلمي الذي كتبه جاليليو، وكتاب مدينة الشمس للكاتب توماسو كمبانيلا (1623م) الذي يصف فيه المؤلف مجتمعًا مثاليًا يحكمه كاهن فيلسوف.
حدثت نهضة أدبية خلال فترة معينة في القرن 18 الميلادي سميّت عصر العقل. ففي الشعر تصارع أسلوب أسهل وأقل تعقيدا يُعرف بأركاديا مع الأسلوب الباروكي الأكثر تعقيدًا. فقد كيّف بيترو متاستاسيو مواضيع كلاسيكية لتلائم الذوق الدارج وذلك في الكلمات التي كتبها للأوبرا. واستبدل كارلو جولدوني الكوميديا دل آرت بمسرحيات مُؤَلَّفة تمامًا. وقد صوّر الطبقات المتوسطة في مؤلفات كثيرة. وأعاد فيتوريو ألفييري المأساة الكلاسيكية في صول (1782م) وغيرها. وكتب سيزار بكاريا مؤلَّفَه حول الجريمة والعقاب (1764م) وفيه يهاجم بشدة التعذيب وعقوبة الإعدام، وهاجمت قصيدة جوسيب باريني الناقصة بعنوان اليوم (1763-1765م) الطريقة الفارغة التي يمضى بها النبلاء أيامهم.
وفي نهاية القرن 18 أدّت رغبة خلق التوازُن بين العقل والتقليد إلى تطوّر الكلاسيكية الجديدة (الكلاسيكية المحدثة). وكان كاتبها الرئيسي هو يوجو فوسكولو.

## الرومانسية

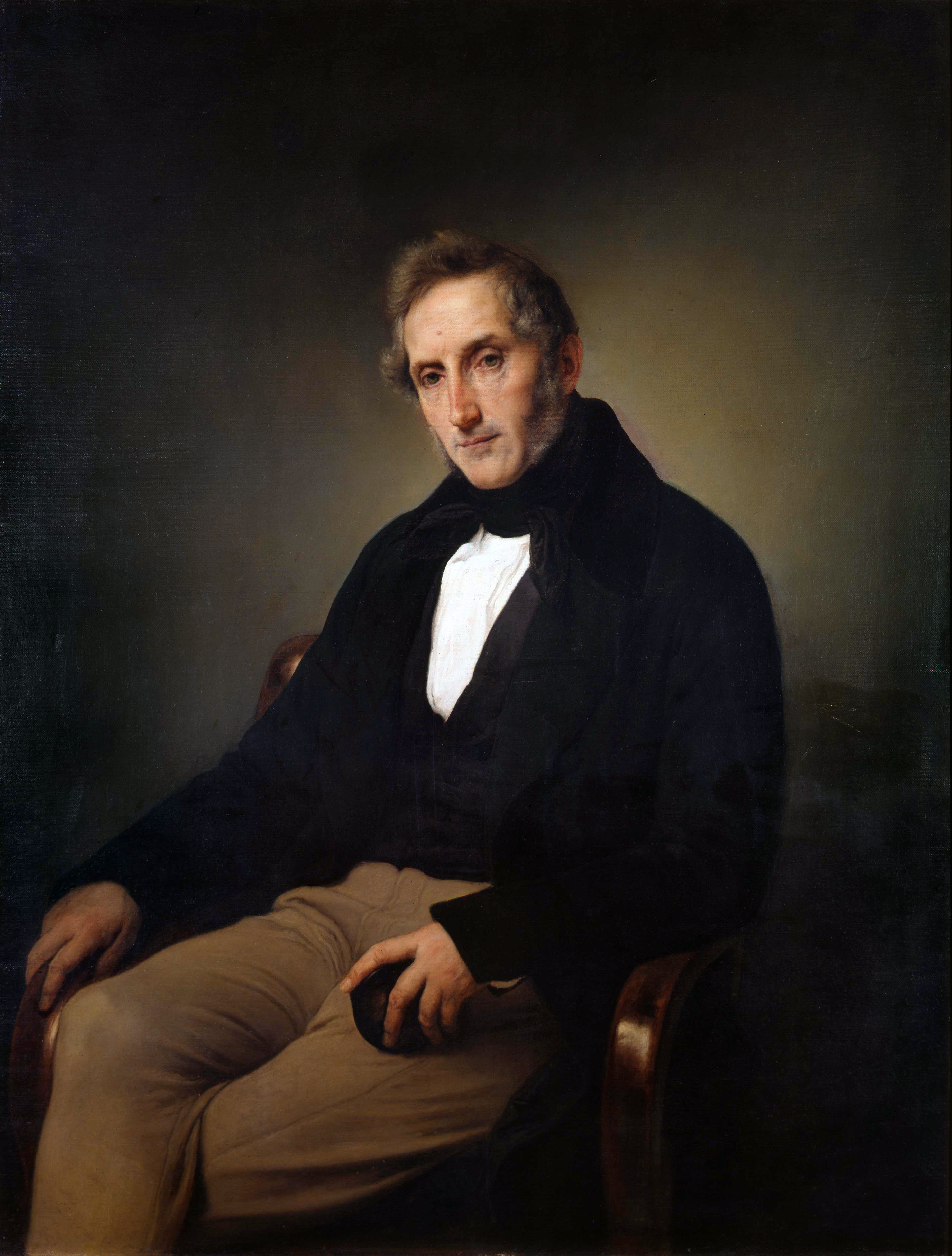
أليساندور مانزوني

كانت الرومانسية حركة رفعت العاطفة فوق العقل، والتاريخ القوميّ فوق الأساطير، والفردية فوق العالمية. وقد اعتنق الكتاب الإيطاليون الحركة الرومانسية في أوائل القرن 19 الميلادي، وتزامنت الحركة مع بعض أفكار الحركة الوطنية التي أدّت إلى توحيد إيطاليا سياسيًا والتحرُّر من السيطرة الأجنبية والتي أُطلق عليها بالإيطالية اسم ريزورجيمنتو. وكانت رواية المخطوب (1827- 1840-1842م) للكاتب أليساندور مانزوني، أكبر كاتب إيطالي رومانسي، أول رواية إيطالية تاريخية تمجّد القيم الدينية كالعدل، والعون الإلهي. وكانت المسرحيات المأساوبة التي كتبها مانزوني مثل كونت كارماجنوولا (1820م) وأدلشي (1822م) أول مسرحيات تتحرر من المبادئ الكلاسيكية. وقدكتب أحد أكبر شعراء هذه الفترة وهو جياكومو ليوباردي مؤلفًا بعنوان أغان (1836م) وتُعبّر هذه القصائد عن نظرة شديدة التشاؤم نحو الطبيعة الإنسانية.
وقد صحب عملية توحيد إيطاليا عام 1870م عدم استقرار اجتماعي واضطراب سياسي. وتركّزت الاستجابات الأدبية للوضع إما في الحنين إلى أمجاد إيطاليا الغابرة أو في محاولة جعل إيطاليا الجديدة أمرًا مفهومًا. وجاءت أول استجابة من الشاعر جيوسو كاردوشي إذ أبدى احتقارًا للمبالغات العاطفية الرومانسية. وبدلاً من ذلك فضّل تمجيدًا كلاسيكيًا للقيم الوطنية. وجاءت الاستجابة الثانية على شكل حركة واقعية في الرواية عُرفت في إيطاليا باسم فاريسمو. وقد وُصف أعضاء هذه الحركة، بما أمكن من موضوعية، حياة وعاطفة الفقراء والمهاجرين. وقد صوّر جيوفاني فيرجا، أبرز كُتَّاب هذه الحركة، الفلاحين وصائدي السمك الصقليين في رواية البيت المحاذي لشجرة المَشْمَلَة (1881م) كما سار جابريلي دي أنونيزو على نهج كاردوتشي في تمجيد القيم التاريخية. ونظم جيوفاني ماسكولي شعرًا ذا صدىً صوفيّ أثّر في الكثير من الشعر اللاّحق.

## القرن العشـرون
تأثّر الأدب الإيطالي في أوائل القرن 20 بحركة تدعى المستقبلية. وقد كتب فيلبوتوماسو مارينتي بيان المستقبلية (1909م). ودعا هذا البيان إلى استعمال اللغة والمجاز المناسب لتمجيد سرعة عصر الآلة وعنفه. وكتب لويجي بيرانديللو روايات ومسرحيات ركّزت على مواضيع مثل الهوية الشخصية وعبث الواقع. وتبرز هذه المواضيع في روايات إيتالو سفيفو. وتظهر المواضيع نفسها مقرونة بالتشاؤم الفلسفي في مؤلفات الشعراء يوجينيو مونتال، الشاعر الإيطالي البارز في القرن 20 الميلادي، وسالفاتوري كواسيمودو وجوسيب أونجاريتي.
ولمدة عشرين سنة بعد انتهاء الحرب العالمية الثانية عام 1945م حاول الكتاب الإيطاليون إعادة تنظيم أدب البلاد حسب أسلوب واقعي عرف بالواقعية الجديدة. وكان ألبرتو مورافيا رائد مؤلفي فترة ما بعد الحرب، وقد ضمت هذه المجموعة من الكُتَّاب روائيين أمثال سيزار بافيس وفاسكو براتوليني وإليو فيتوريني.
وفي فترة لاحقة أجرى الكُتَّاب الإيطاليون الكثير من التجارب. ومن بين هؤلاء الكُتَّاب الروائي إميليو جادا والشاعر بيير باولو باسوليني. وهناك مؤلفون آخرون مهمّون في أواخر القرن 20 مثل الروائي إتالوكالفينو والكاتب المسرحي داريو فو الذي حاز جائزة نوبل في الأدب عام 1997م.

## وصلات خارجية
- المفكرة الرومانيّة - يوميّات رحلة إلى المدينة الخالدة